# Þaralátursfjörður
Þaralátursfjörður – osada położona w północno-zachodniej części Islandii, w regionie Vestfirðir.